# Convento de Santa Cruz do Buçaco
O Convento de Santa Cruz do Buçaco localiza-se na Mata Nacional do Buçaco, freguesia do Luso, município da Mealhada, distrito de Aveiro, em Portugal.
O Convento de Santa Cruz do Buçaco está classificado como Monumento Nacional desde 2018.

## História
O convento foi construído entre 1628 e 1630 pela Ordem dos Carmelitas Descalços que o ocupou de 1630 até 1834, data da extinção das ordens religiosas masculinas.
Há uma relação curiosa entre o convento do Buçaco e a família do poeta e guerreiro Brás Garcia de Mascarenhas, fidalgo da vila de Avô (na altura, sede de concelho). Decorre, — como refere o Dr. António Ribeiro Garcia de Vasconcelos —, da hipótese histórica de um dos seus irmãos, Francisco, ser frade carmelita do ascetério do Buçaco. Vejamos então alguns factos que unem o Buçaco aos Garcias de Mascarenhas (vide in, VASCONCELOS, António de "Brás Garcia de Mascarenhas — estudo de investigação histórica", Imprensa da Universidade de Coimbra, Coimbra, 1922):
[…] as relações da família avoense dos Garcias Mascarenhas com este convento mantinham-se assíduas, amistosas, e tão íntimas, que dão lugar a me parecer não só verosímil mas bastante provável aquela hipótese. Alguns factos, para exemplo:
— Quando em 1659 os irmãos de Brás Garcia quiseram instituir uma capela para sepultura de família, e para vincularem os seus bens, entenderam-se com os frades do Buçaco, […], para eles lhes cederem o padroado de uma das capelas da sua igreja conventual; a esta capela vincularam os ditos bens, instituindo com eles um duplo morgado, […].

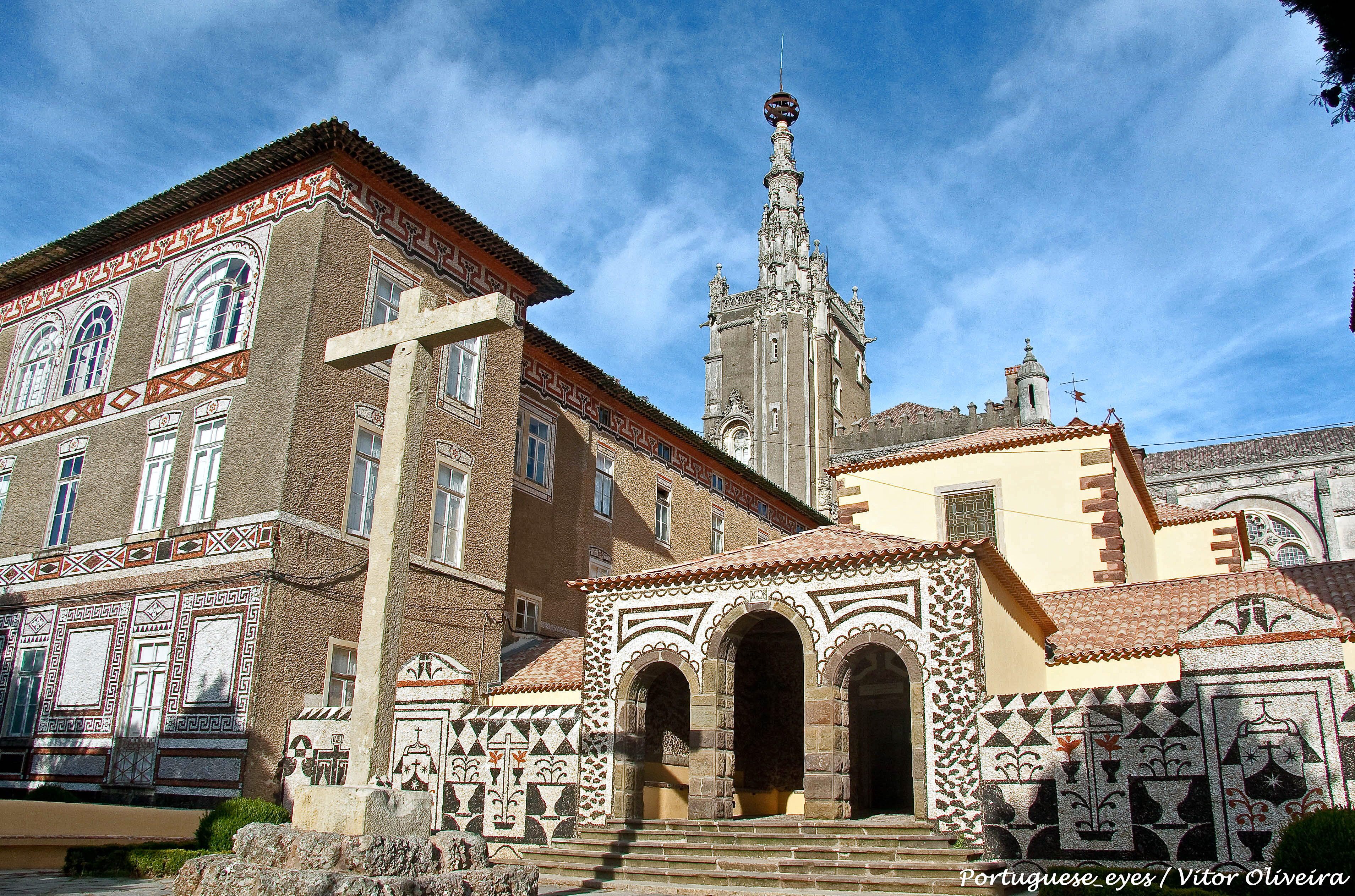
Convento de Santa Cruz do Buçaco.

— Em fevereiro de 1660, correndo um processo eclesiástico em que era réu o padre Matias Garcia, e havendo necessidade de este apresentar uma carta inibitória na Relação metropolitana de Braga, para onde fora interposta apelação, foi por intermédio dos carmelitas descalços do Buçaco remetido o documento aos carmelitas de Aveiro, e por estes aos de Braga, para o apresentarem na Relação bracarense.
— O padre Pantaleão [Garcia de Mascarenhas] escolheu em março de 1660 para sua sepultura a igreja do convento do Buçaco, ao qual pagou logo 6o$ooo réis por compra da capela transeptal do lado do Evangelho, onde ficaria sendo a dita sepultura, […], e bem assim o cálice de prata e os paramentos da capela de S. Brás, de Avô, que seriam entregues depois da morte de seu irmão Dr. Manuel Garcia *.[…]
No contexto da Guerra Peninsular, em 1810 as suas instalações serviram de hospedagem a Arthur Wellesley, 1.º Duque de Wellington, que comandou as forças anglo-portuguesas contra as do general francês André Massena na batalha do Buçaco.
Em 1888 o antigo mosteiro, parcialmente demolido, deu lugar à construção do Palácio Real, em nossos dias Palácio Hotel do Buçaco.
Atualmente o Convento de Santa Cruz do Buçaco encontra-se aberto ao público como atração turística.